# Lysiteles inflatus
Lysiteles inflatus är en spindelart som beskrevs av Song och Jian-yuan Chai 1990. Lysiteles inflatus ingår i släktet Lysiteles och familjen krabbspindlar. Inga underarter finns listade i Catalogue of Life.